# Albedo (alchemie)

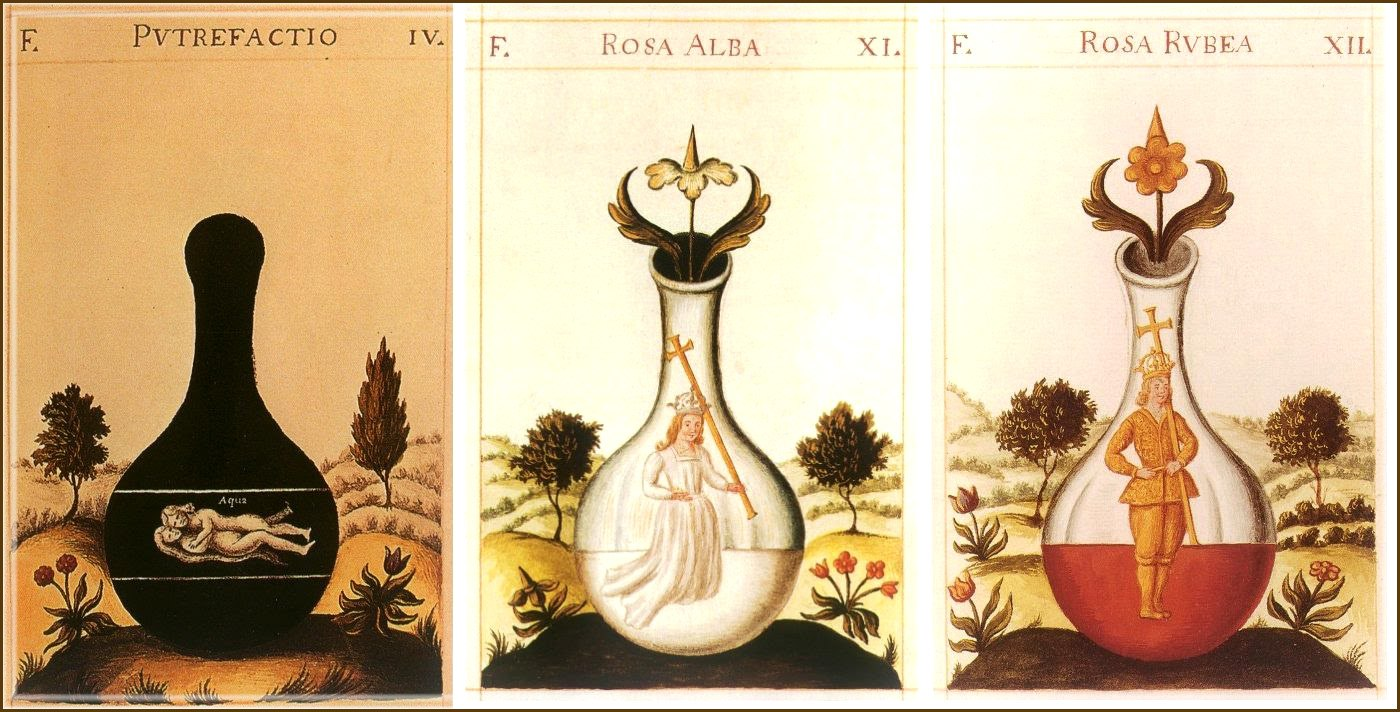
De drie fase van het magnum opus: nigredo, albedo en rubedo. (uit Pretiosissimum Donum Dei, gepubliceerd door Georges Aurach in 1475)

Albedo is een van de vier grote fasen van de alchemie, samen met nigredo, citrinitas en rubedo. De gelatiniseerde term betekent "mate van wit-zijn" en volgt na het nigredo-stadium. Na de chaotische, verwoestende nigredo, is de zuivering van de albedo vereist, ook aangeduid als de Ablutio, het wegwassen van onzuiverheden door aqua vitae (levenswater).
De Zwitserse psycholoog Carl Gustav Jung stelde de albedo gelijk aan het onbewuste, aan het eigen geslacht tegengestelde beeld in de psyche: de anima bij mannen en de animus bij vrouwen. In deze fase verkrijgt de mens inzicht in de projecties van de schaduw en wordt er afgerekend met de inflatie van het ego en ongewenste opvattingen.
Titus Burckhardt interpreteerde het albedo als het einde van het 'mindere werk', dat overeenkomt met een vergeestelijking van het lichaam. Hij beweerde dat het doel van dit deel van het proces is om de oorspronkelijke zuiverheid en ontvankelijkheid van de ziel terug te krijgen.